# Łubniany (gmina)
Pour le village, voir Łubniany.
Łubniany est une gmina rurale du powiat de Opole, Opole, dans le sud-ouest de la Pologne. Son siège est le village de Łubniany, qui se situe environ 14 km au nord de la capitale régionale Opole.
La gmina couvre une superficie de 125,41 km2 pour une population de 9 156 habitants.

## Géographie
La gmina inclut les villages de Łubniany, Biadacz, Brynica, Dąbrówka Łubniańska, Grabie, Jełowa, Kępa, Kobylno, Kolanowice, Luboszyce et Masów
La gmina borde la ville d'Opole et les gminy de Dobrzeń Wielki, Lasowice Wielkie, Murów et Turawa.